# Canal Rhin-Main-Danube
Le canal Rhin-Main-Danube est un canal à grand gabarit en Allemagne, inauguré le 25 septembre 1992, qui relie le Main, affluent du Rhin, au Danube. Il permet aux plus lourds des chalands, ceux de 1 350 tonnes, et aux convois poussés de 3 300 tonnes de traverser l'Europe de la mer du Nord à la mer Noire en trois semaines.
Au total, il aura fallu plus de 70 ans pour construire ce canal controversé, de 171 km de longueur. Une difficulté a été de franchir la vallée de l’Altmühl en limitant les dégâts écologiques nécessairement commis envers les milieux humides et annexes du cours d'eau.

## Tracé

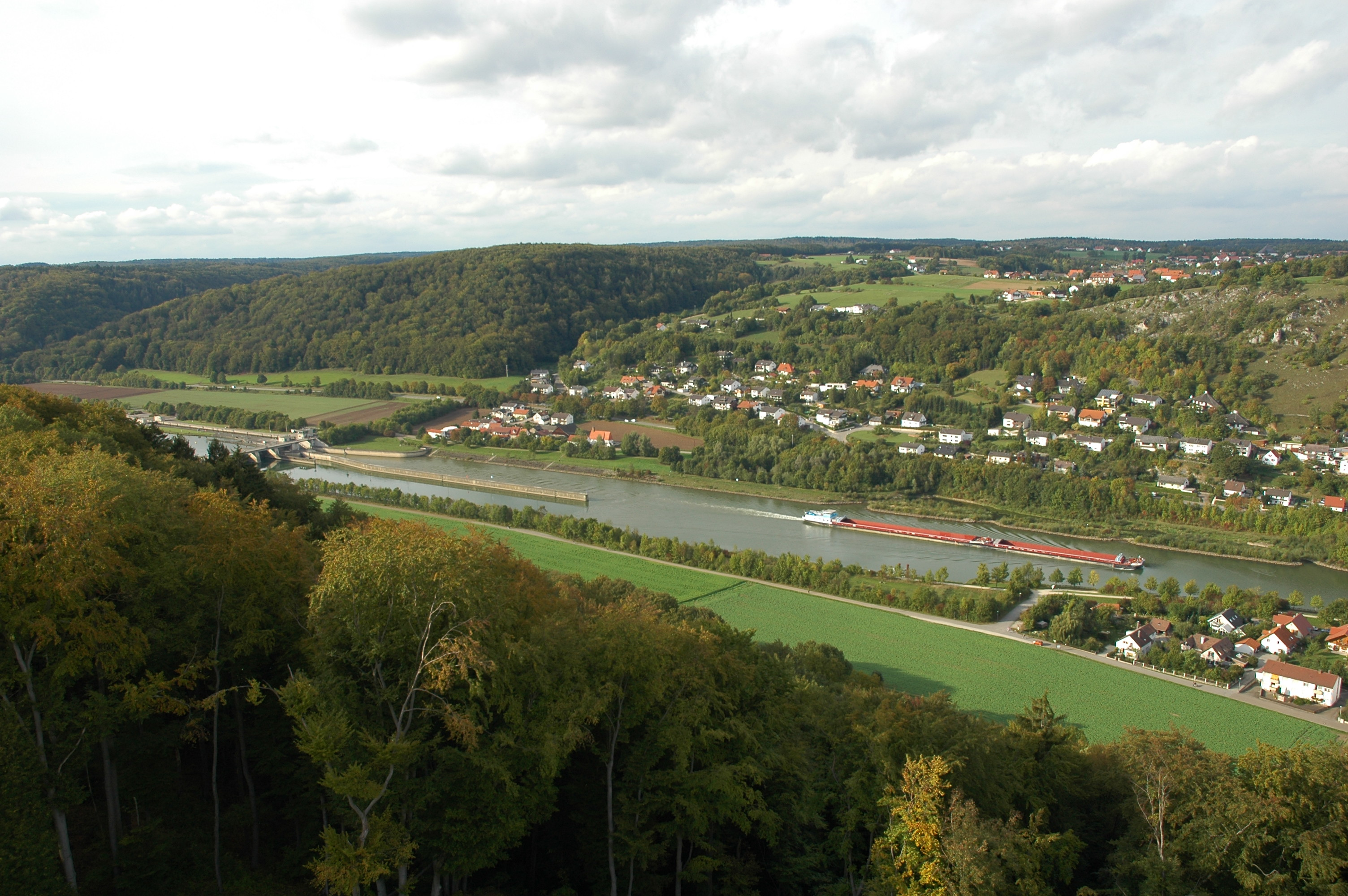
Vue de l'écluse de Kelheim en 2006

Le canal Main-Danube, tronçon de la liaison fluviale Rotterdam – Constanța, est le passage le plus court entre la Mer du Nord et la Mer Noire.

Le Kilomètre zéro du canal Main-Danube a été fixé à l'embouchure de la Regnitz sur le Main (Main-PK 384,07) près de Bischberg, dans l’Arrondissement de Bamberg. Le canal reprend d'abord le lit mineur de la Regnitz. Parallèlement au canal, par l'ouest, le délaissé de la Regnitz traverse le centre-ville de Bamberg. Au PK 6,43, le canal se démarque définitivement du lit naturel. Il ne reprend, très localement, le cours de la Regnitz qu'entre Neuses an der Regnitz (PK 22,07) et Hausen près de Forchheim (PK 32,01).
Le canal Main-Danube traverse Erlangen et Fürth, avant de franchir la Rednitz par un pont-canal en acier, puis atteint les faubourgs sud-ouest de Nuremberg. Le canal change de direction au niveau du quartier d’Eibach et part vers le sud en conservant ensuite un cours parallèle à la vallée de la Rednitz (qui est à l'ouest). À hauteur de Roth le canal tourne vers le sud-est. L’écluse de Hilpoltstein (PK 99) marque l'entrée du bief de partage long de 17 km du canal Main-Danube, perché à 175,1 m au-dessus de la confluence de la Regnitz et du Main. Le bief recoupe la ligne de partage des eaux Rhin-Danube au PK 102, à une altitude de 406 m NN. Un monument marque ce point géographique.
L'écluse sud du bief de partage, l'écluse de Bachhausen (PK 116) sur la commune de Mühlhausen, entame la descente vers la vallée de la Sulz. Au nord de Beilngries, le canal s'incurve vers l'est, avant de rejoindre la vallée de l’Altmühl à hauteur du bourg de Dietfurt (PK 136,6). Ce fleuve a été élargi et les dix petites écluses d'antan ont été remplacées par deux grandes écluses, et deux barrages. L'Altmühl canalisée forme les 34,18 km restants du canal. Après un parcours de 170,78 km, l'Altmühl se jette dans le Danube à Kelheim (au PK 2411,54 du Danube). La chute rachetée par les écluses du versant Altmühl et la pente naturel du lit du fleuve depuis le bief de partage est au total de 67,8 m.

## Histoire

### Fosse caroline
L'empereur Charlemagne lui-même a voulu relier le Rhin au Danube, d'après Mercator. Il a lancé un chantier de sept mille hommes en 793, près de l'actuelle Treuchtlingen. Ce canal, appelé Fosse caroline, a été achevé et opérationnel, avant d'être progressivement abandonné en raison des coûts qu'il représentait. Pourtant, d'autres sources indiqueraient que l'entreprise aurait été abandonnée après 1400 m de creusement, notamment en raison de coulées de boue, ennoiement et effondrement des berges lors de fortes pluies (selon Mercator[réf. nécessaire]).

### Canal Ludwig
Le canal Ludwig est un prédécesseur plus récent du Canal Rhin-Main-Danube. Il a été exploité de 1845 à 1950, puis abandonné en raison notamment des dégâts causés par les bombardements.

### Décision d'une liaison fluviale européenne Rhin-Main-Danube

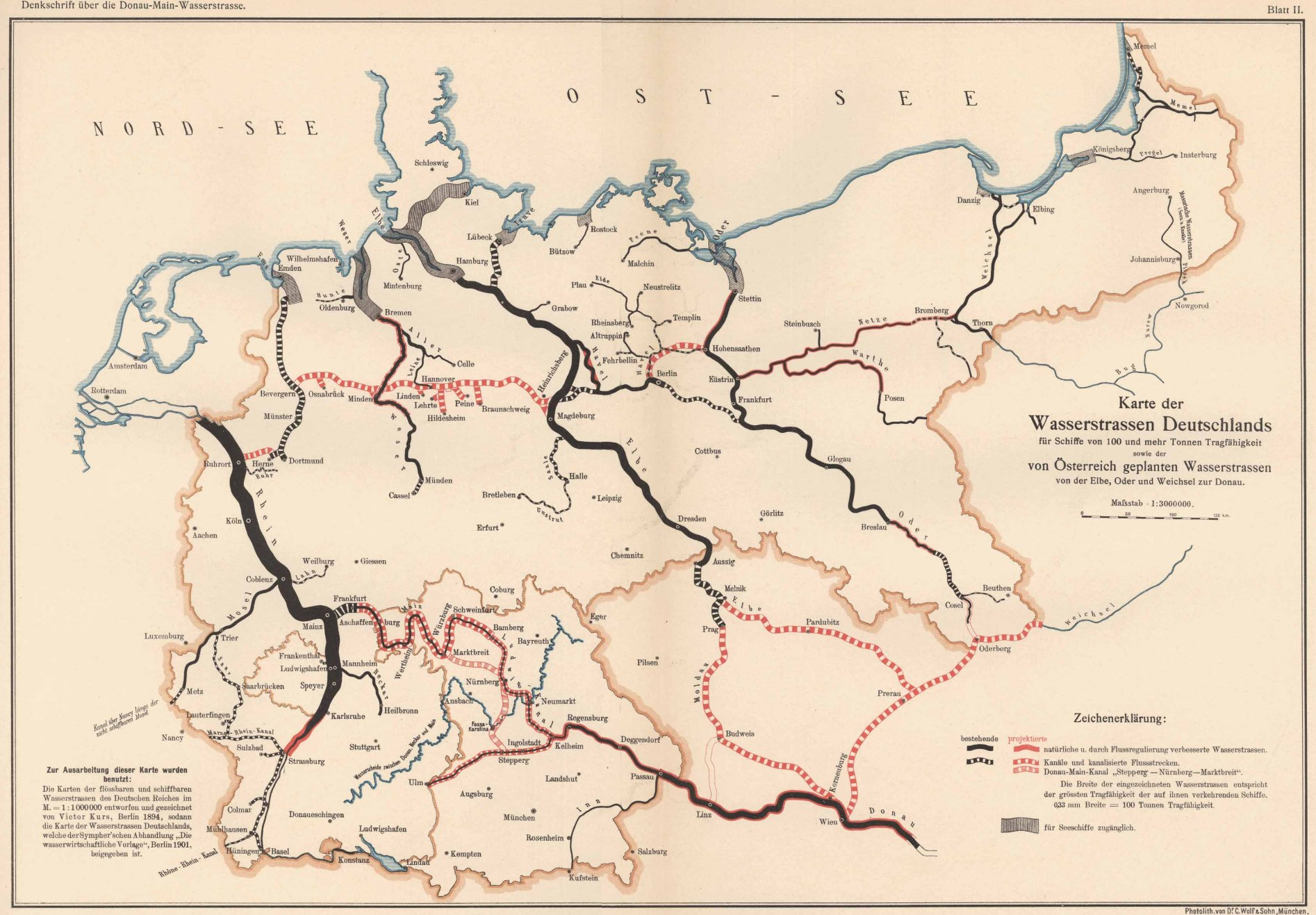
Les voies navigables allemandes existantes et en projet, à la date de 1903.

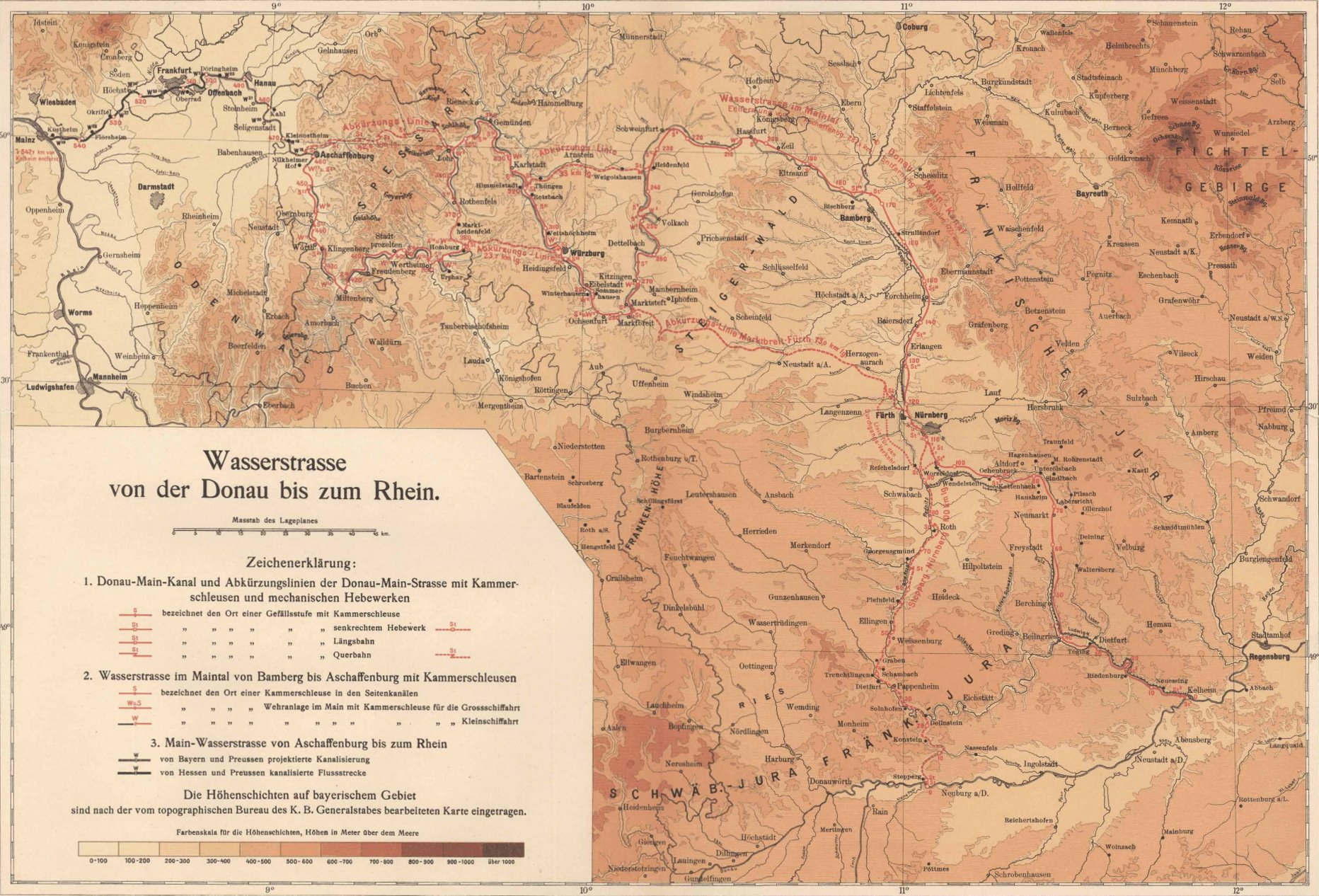
Tracé du projet initial de 1903.

Les progrès techniques réalisés dans la seconde moitié du XIXe siècle appelaient à une augmentation du gabarit fluvial. Ils rendaient aussi possible de construire des automoteurs capables de concurrencer le train. Ces circonstances conduisirent à envisager la construction d'un réseau fluvial à grand gabarit desservant l'Europe centrale. Outre une liaison ouest-est (Rhin / Mittellandkanal / Elbe) les maîtres d'ouvrages préparaient une liaison Nord-Sud (canal Main-Werra- / Main / canal Main-Danube- / Danube). Le 6 novembre 1892, 29 villes et communes, 13 chambres de commerce et divers autres groupements économiques fondèrent à Nuremberg l'Union pour la promotion du transport fluvial par rivières et canaux de Bavière (Verein für Hebung der Fluß- und Kanalschiffahrt in Bayern) devenue aujourd'hui Deutscher Wasserstraßen- und Schiffahrtsverein Rhein-Main-Donau e. V. (DWSV). Ce groupement se proposait de réaliser une liaison fluviale inter-bassins « à grand gabarit » reliant le Rhin au Danube par la vallée du Main. Tout au long des années 1890, l'Union du transport fluvial soumit plusieurs projets au gouvernement du Royaume de Bavière pour la construction d’une liaison fluviale entre le Danube et le Main, qui cependant furent tous repoussés par la chambre régionale de Bavière.
En 1899 l’Union fluviale mit sur pied une version révisée du projet, publiée en 1903 sous le titre Mémoire sur une nouvelle liaison du Danube au Main entre Kelheim et Aschaffenbourg. Ce projet ambitieux consistait à doubler le Main, élargi et approfondi pour permettre le transit de navires de 1 000 t de port en lourd, par un canal artificiel entre les deux grands fleuves, au gabarit de 600 t. La section sud de ce canal Danube-Main serait réalisée par rempiètement du tronçon Kelheim−Neumarkt in der Oberpfalz−Nuremberg dans le lit même du canal Ludwig. À l'ouest de ce lit recalibré, il s'agissait de créer un canal latéral (Stepperg−Pappenheim–Roth–Nuremberg) qui aurait débouché aux environs de Treuchtlingen à la Fosse caroline historique. Pour le versant Nord, l’Union fluviale suggérait de reprendre le tracé du canal Ludwig (Nuremberg–Fürth–Erlangen–Bamberg). Elle plaidait aussi pour un rescindement vers l'ouest (Fürth–Neustadt an der Aisch–Marktbreit). Faute de réutilisation des infrastructures déjà existantes, le projet aurait nécessité la construction de 19 écluses et de trois ascenseurs à bateaux.
En 1917, la chambre des députés de Bavière adopta une loi pour l’étude d'un projet de voie navigable à grand gabarit entre Aschaffenbourg et Passau. Il fallait désormais que le canal permette le transit des automoteurs rhénans de l'époque, de 1 200 t de port en lourd. Une fois ratifié le rattachement aux voies navigables du Reich allemand du Main depuis Bamberg et du Danube entre Kelheim et la frontière, le 1er avril 1921, les autorités de Berlin et celles de l’État libre de Bavière signèrent le 13 juin 1921 un traité bipartite pour mener à terme dans les meilleurs délais la réalisation de la voie navigable Main-Danube. Le 30 décembre 1921, la SA Rhin-Main-Danube (RMD-AG) était instituée comme organe exécutif du projet, avec siège social à Munich. Le plan de voie à grand gabarit Rhin-Main-Danube comprenait la requalification du Main entre Aschaffenbourg et Bamberg, celle du Danube d’Ulm à la frontière autrichienne, ainsi que le creusement d'un canal artificiel entre les deux fleuves. Pour financer cet ambitieux projet, les deux États accordèrent une concession d'exploitation hydroélectrique du Main, du Danube, du Lech, de l’Altmühl et de la Regnitz à la Sté RMD-AG.

#### La tranchée Mindorf
La jonction des vallées du Main et du Danube était désormais envisageable. La décision de lancer la construction d'un canal inter-bassins fut concrétisée par l'adoption de la loi Rhin-Main-Danube, le 11 mai 1938. À l'issue de l'Anschluss, les autorités nazies décidèrent la reprise des travaux de la liaison interbassins Rhin-Danube. Le décret du 26 juillet 1938 autorisa le lancement des consultations pour l'adjudication des travaux. Le tracé du canal, confirmé par les études, et longeant la tranchée Mindorf courait parallèlement à l'actuel canal Main-Danube.
Les premiers travaux de terrassements débutèrent en 1939 aux environs de Thalmässing dans l'arrondissement de Roth. Le tracé du canal fut piqueté et l'implantation matérialisée par des pieux peints en rouge. On demanda aux paysans de défricher leurs terres jusqu'à 40 m en retrait du futur canal. À Hilpoltstein, la Deutsche Reichsbahn construisit une gare de triage comportant trois voies ferrées pour l'accueil de grues mobiles ainsi qu'une antenne ferroviaire vers les ateliers à l'est du moulin de Schweizermühle (non loin de Hofstetten) et jusqu'aux chantiers de Pyras et Mindorf. Pour relier les deux sites par une piste de service et faire franchir le canal aux engins de terrassement, on dut couler des culées de béton armé et on busa le ruisseau de Minbach. Les vestiges de ces infrastructures rappellent l'importance de ces travaux préparatoires. Dans les environs, on aménagea à titre expérimental une tranchée (150 × 100 m) de canal fortement en déblai creusée dans les craies jurassiques. Elle devait servir à faire des tests pour l’étanchéité du canal. Aujourd'hui, deux étangs de pêche en occupent l'emplacement.
Avec l'entrée en guerre des Alliés en septembre 1939, il fallut mobiliser les cheminots dans la Wehrmacht. On les remplaça par des prisonniers de guerre polonais. En 1942, il fallut employer au chantier toute sorte de travailleurs à la tranchée Mindorf, car les prisonniers de guerre et les travailleurs forcés étaient réaffectés aux usines de Nuremberg,.

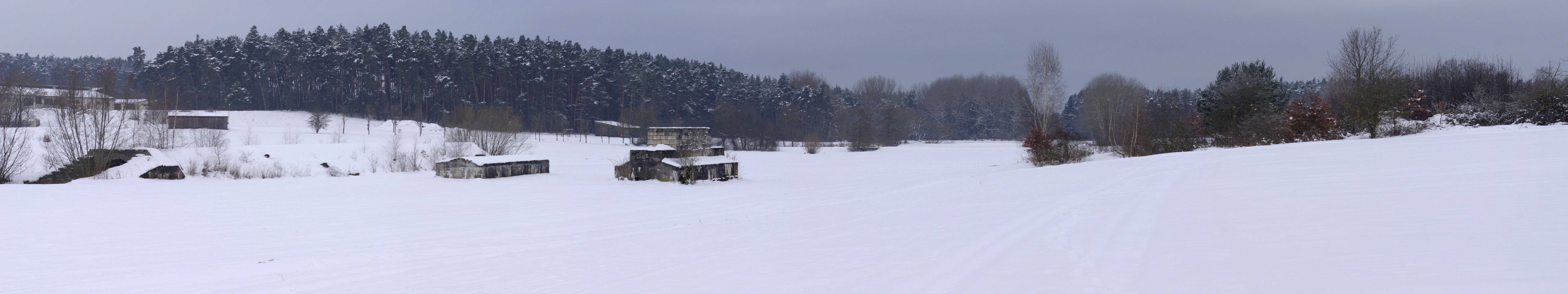
Le pont inachevé franchissant le ruisseau de Minbach (à gauche) et la cuvette du canal (à droite) entre Mindorf et Pyras (janvier 2011).

#### Révision du projet

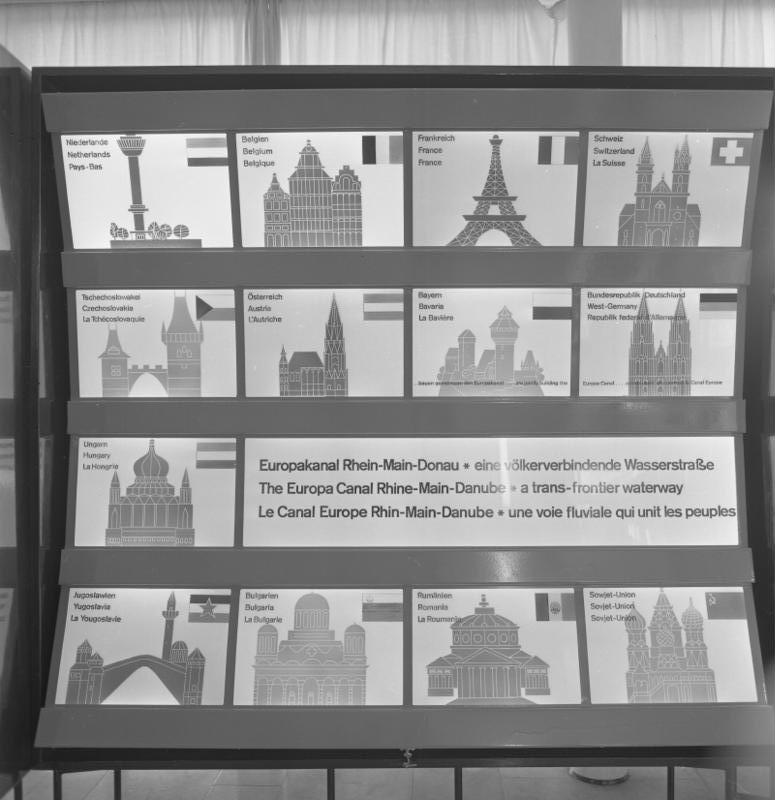
Affiche de l'exposition de RMD AG, concessionnaire hydroélectrique et maître d’œuvre du canal, lors de la manifestation bavaroise à Bonn, en 1965.

Avec la proclamation de la RFA, au mois de septembre 1949, la Sté Rhein-Main-Donau AG retrouvait ses prérogatives de maître d’œuvre et de concessionnaire de la liaison inter-bassins (rebaptisée désormais Europakanal Rhein-Main-Donau). Parallèlement au recalibrage des rivières, on reprit les études de creusement du canal au cours des années 1950. En avril 1955, des essais furent effectués sur le canal du Main près de Volkach pour trouver le profil en travers optimal. En 1957, le centre de recherches naval de Hambourg (Hamburgische Schiffbau-Versuchsanstalt) aboutit au profil-type qui fut mis en œuvre par la suite. La conception des bassins d'épargne des écluses du canal Main-Danube fut confiée en 1958 à l’Institut de technologie de Karlsruhe. Le recalibrage du Main se conclut le 25 septembre 1962 avec l'inauguration du port public de Bamberg.

### Les débuts du chantier

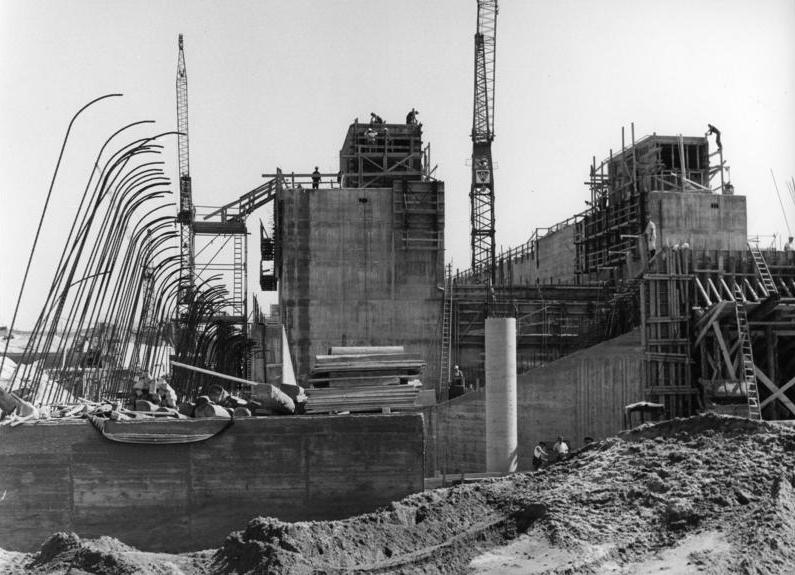
L'écluse de Hausen en construction (1967).

La construction du canal proprement dit débute en juin 1960. Par le traité de Duisburg, la République fédérale d'Allemagne et l’État libre de Bavière conviennent en 1966 d'un plan de financement et de gouvernance mis à jour. L’État fédéral prend deux tiers des participations dans la Sté RMD-AG, et l’État libre de Bavière, un tiers. En 1967 on inaugure le bief de Forchheim ; en 1970, l'ouverture du port fluvial d'Erlangen. Enfin l'inauguration du port fluvial de Nuremberg, le 23 septembre 1972, en présence du ministre-président bavarois Alfons Goppel, couronne l'achèvement du versant Nord (Bamberg-Nuremberg) de la liaison inter-bassins.
Dès le début du chantier, il y eut de nombreux débats sur l'opportunité d'un statut international pour les voies navigables. Tout au long de la guerre froide, les opposants à une Internationalisation du canal avançaient le danger d'une concurrence des « flottes rouges », celles des états riverains du Danube, pour la plupart communistes. Le juriste et spécialiste du droit international Günther Jaenicke, chargé des Voies navigables et ministre bavarois de l'Économie et des Transports, publia en 1973 son analyse de la situation. Il concluait que la RFA n'était pas contrainte d’internationaliser le nouveau canal ni de limiter les droits de navigation pour les autres états. Ces craintes se sont évanouies depuis la chute du Rideau de fer et l'ouverture de l’Union européenne aux anciens pays de l'Est,

### La rupture de la digue de Katzwang (1979)

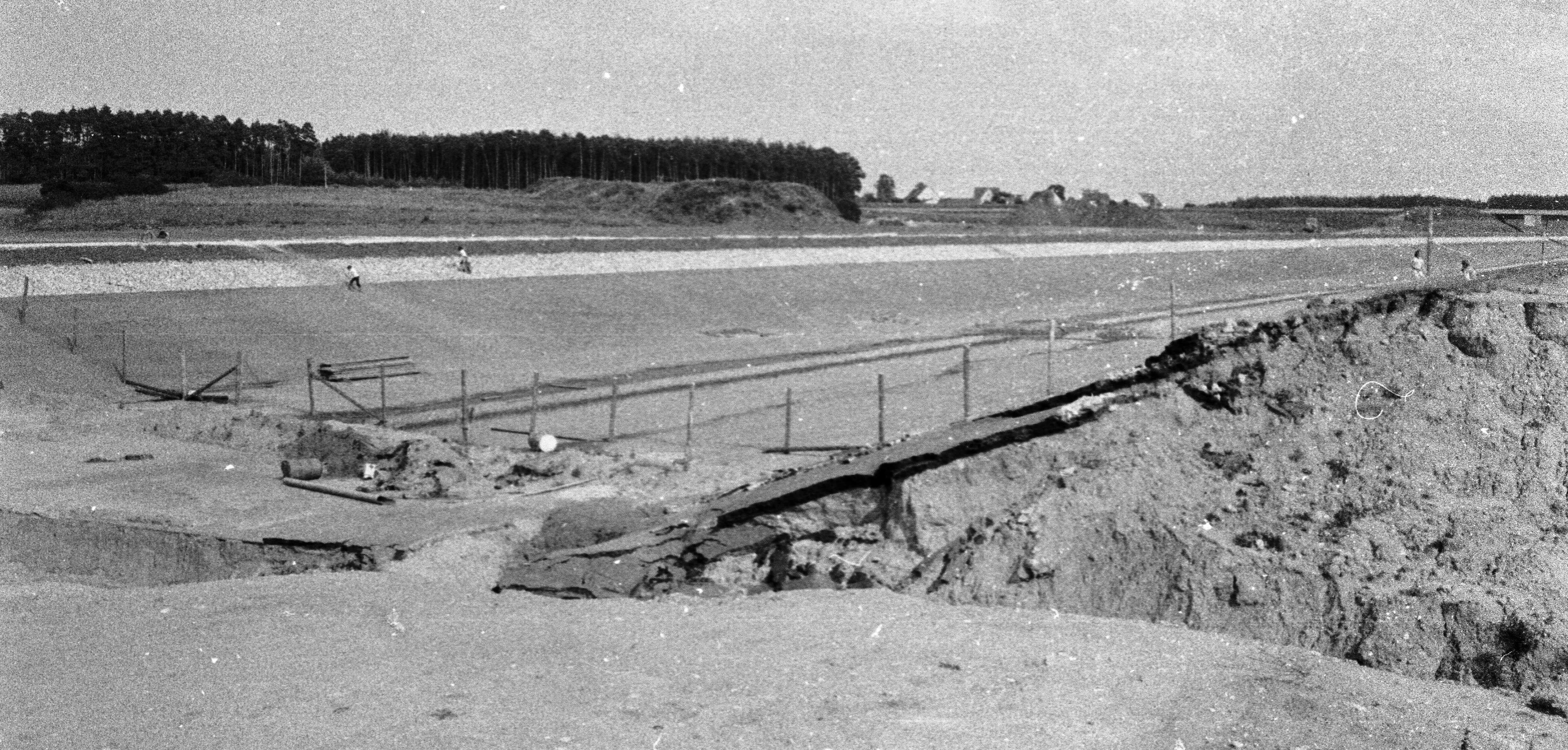
La digue effondrée (été 1979).

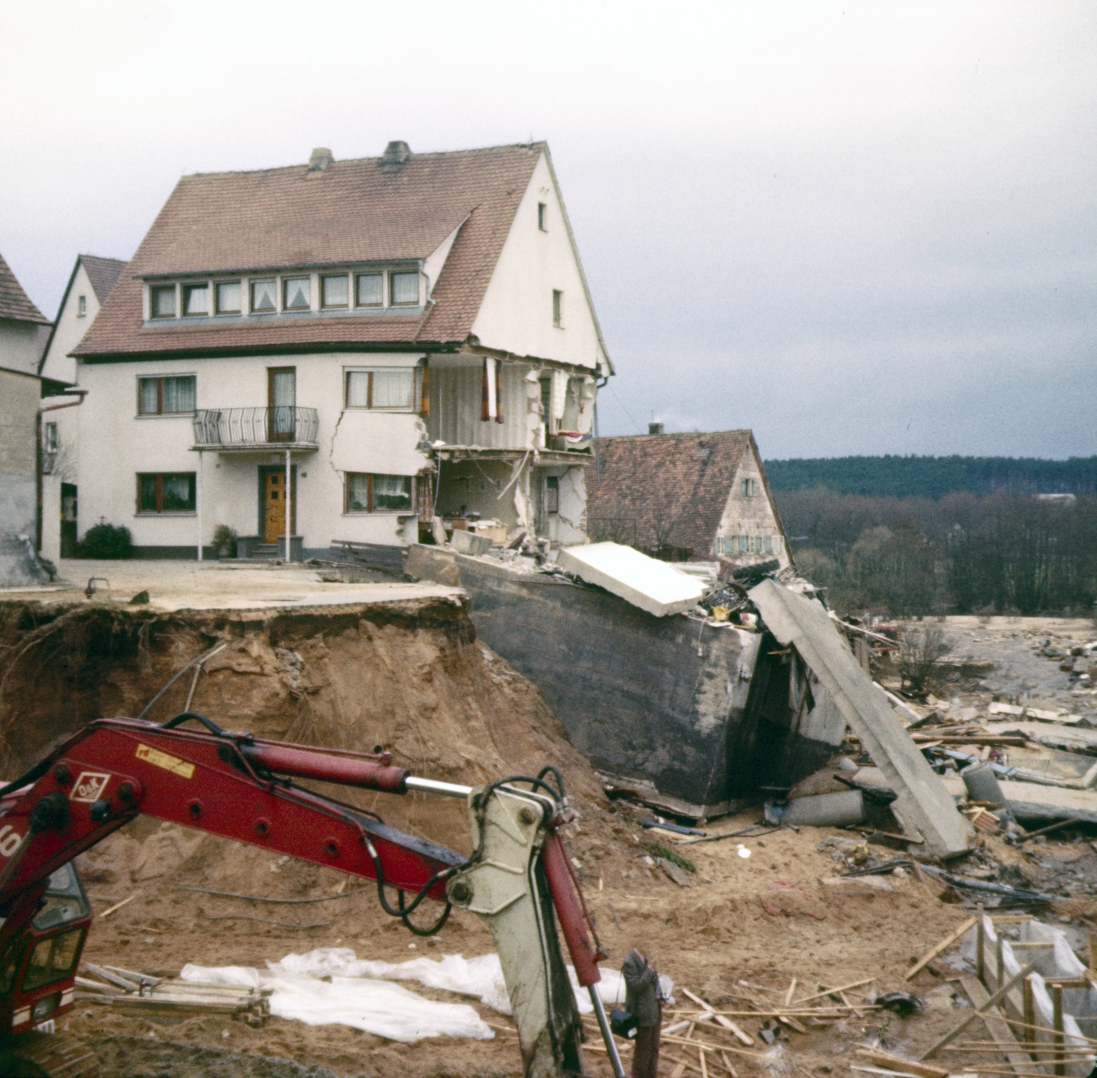
Dégâts provoqués par l'onde de rupture à Katzwang : le site au lendemain de la catastrophe.

Le 26 mars 1979, le bief Nuremberg-Roth fut le théâtre d'une rupture de digue ruineuse en amont du faubourg de Katzwang, à Nuremberg (49° 20′ 55″ N, 11° 04′ 12″ E). Vers 13 h, des ruissellements ponctuels étaient visibles au pied ouest de la digue du canal. Toutefois, les experts, appelés par des riverains préoccupés, n'y virent aucun danger. C'est vers 15 h 50 que la digue s'effondra sur une longueur de 10 à 15 m. Les 350 000 m3 d'eau du bief d’Eibach, qui n'était pas encore ouvert à la navigation, vinrent inonder le quartier de Katzwang et le lit mineur de la Rednitz, à 25 m en contrebas de la retenue du canal artificiel,,.
Le tumulte de la masse d'eau était tel qu'il suffit à creuser un cratère profond de 10 m, renversant au passage habitations et véhicules. Les personnes qui avaient pu trouver refuge sur le toit de leur maison furent évacuées par hélicoptère. Outre le flot qui continua de s'épancher jusque vers 19 h, l'intervention des secours fut gênée par l'interposition d'innombrables curieux, qui s'étaient attroupés en masse dès l'annonce de la catastrophe. Même l'annonce que d'autres ruptures de digues adjacentes pouvaient être amorcées, fut impuissante à dissuader la foule de continuer de se masser autour du lac qui s'était formé. Au cours de l'intervention, une adolescente de 12 ans périt par noyade. Il y eut au total cinq blessés, 15 habitations détruites et 120 endommagées, et un montant total de pertes de 12 millions d'euros,.
À l'issue de cet accident, les critiques se déchaînèrent contre la gestion pitoyable de la municipalité de Nuremberg et de l'autorité concessionnaire du canal. L'événement mit en lumière que les autorités n'avaient pas anticipé la possibilité d'un tel accident : le plan rouge ne fut déclenché qu'à 18 h, si bien que plusieurs unités de secours, dont les soldats de la Bundeswehr et les forces américaines stationnées à proximité, furent mobilisées trop tard. Dans la soirée, le bourgmestre de Nüremberg Willy Prölß reçut sur les lieux le ministre de l'Intérieur de Bavière, Gerold Tandler.
Le procureur intenta en 1981 un procès pour « provocation non intentionnelle d'une inondation » (wegen fahrlässiger Herbeiführung einer Überschwemmung). La commission d'enquête établit un enchaînement de 14 facteurs responsables du déclenchement de l'accident. Les experts voient dans la principale raison de la rupture de la digue « les écoulements en charge dans le sol, surtout à l'intersection avec l'aqueduc de Fürth ». L'eau suintant de la conduite avait par infiltration formé des fontis sous le joint du radier en béton corroyé à l'asphalte. Les joints avaient rompu, permettant à l'érosion de s'étendre pour finalement saper la digue. Au cours des années suivantes, tous les points faibles des digues du canal ont été expertisés, et les points les plus critiques ont fait l'objet de travaux de renforcement pour un investissement supplémentaire de 40 millions d'euros. L’enquête a incité à revoir l'implantation des digues, qui ont été fondées à la plus grande profondeur possible.

### L'achèvement des travaux du canal Main-Danube

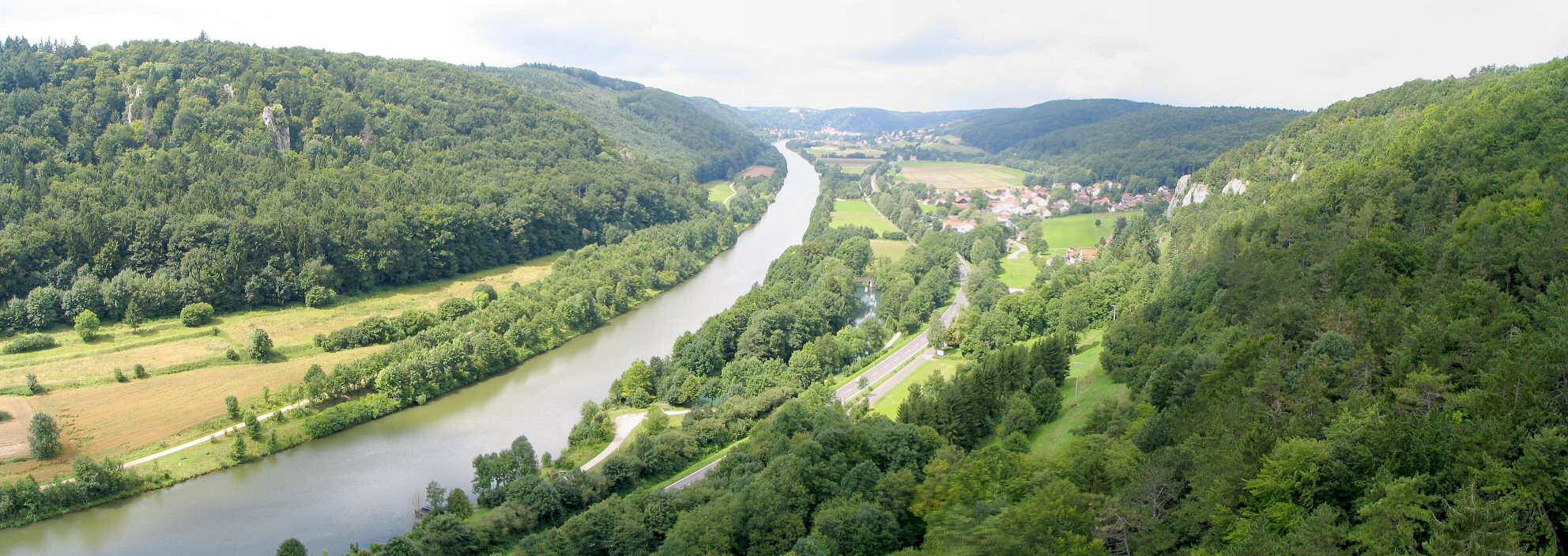
L'Altmühl en aval de Riedenburg forme un tronçon naturel du canal Main-Danube.

Dans les années 1970 et 1980, le canal Main-Danube fut de plus en plus contesté politiquement. Par delà les doutes quant aux atteintes à la sécurité et au droit de propriété, ce projet devint l’une des polémiques favorites de l’écologisme militant. C’est d’abord le creusement d’un tronçon de 34 km dans le lit de l’Altmühl et ses impacts négatifs sur la faune et la flore qui firent l’objet de débats passionnés. Peu à peu, le projet perdit la faveur du public. À cela s’ajoutèrent une baisse des crédits alloués et le revirement du ministre des transports de l’époque, Volker Hauff. Pour alimenter le débat, diverses simulations de trafic de fret furent effectuées afin de procéder à une analyse coût-bénéfice.
Le cabinet d’experts Planco Consulting GmbH fut notamment chargé en 1981 par le ministère des Transports de mener une expertise coût-bénéfice : celle-ci conclut à un fret moyen de seulement 2,7 millions de t/an pour la liaison Main-Danube, soit un taux de retour sur investissement de seulement 0,52:1. Le ministre Hauff, au vu de ces résultats, qualifia l’opération de « projet certainement le plus stupide depuis la Tour de Babel. » Sur décision du cabinet, le 27 janvier 1982, le ministre fédéral Hauff négocia avec le gouvernement régional de Bavière une clôture qualifiée du projet. Simultanément, une ligue d’associations écologistes allemandes et autrichiennes et de plusieurs compagnies ferroviaires, l’Internationale Aktionsgemeinschaft gegen den Bau des Rhein-Main-Donau-Kanals, était parvenue à recueillir 700 000 signatures contre la poursuite du creusement du canal Main-Danube.
Une des porte-paroles chargée de présenter les conclusions de l’étude de l’Institut Ifo de Munich donna l'estimation de 5,5 millions de t/an. Au cours des pourparlers qui s'ensuivirent, la Bavière refusa de céder et mit en demeure l’état fédéral de tenir les engagements qu'il avait pris.
Mais le renversement politique de l’automne 1982, au cours duquel le gouvernement fut mis en demeure d'entreprendre des mesures de relance de l'économie, amenèrent la fédération et la région à ratifier un nouveau protocole en novembre 1982, par lequel il convenait d’achever la réalisation du canal, pour permettre sa mise en service dans les plus brefs délais. L’accord stipulait également la poursuite des travaux de jonction du Danube et de l’Altmühl avec le bassin Regnitz-Main.

Au terme de 32 années de travaux, l'ultime section de la liaison fut finalement inaugurée le 25 septembre 1992 par le ministre-président de Bavière, Max Streibl. La Deutsche Bundespost émit à cette occasion un timbre commémoratif représentant la passerelle de bois d’Essing. Pour la seule période allant de 1960 à 1992, le coût des travaux se sera monté à 2,3 milliards d'euros, dont 20 % en mesures compensatoires autour du versant sud. Depuis, le coût d'exploitation annuel moyen (15 millions d'euros) est couvert à hauteur de 20 % par les profits. Le déficit est pris en charge par le ministère des Transports fédéral allemand.
La Sté Rhin-Main-Danube AG a été cédée pour 800 millions de Deutsche Mark le 1er janvier 1995 aux sociétés hydroélectriques Bayernwerk AG (77,49 %), Lech-Elektrizitätswerken (14,0 %) et Energie-Versorgung Schwaben (8,5 %). À la suite de la fusion de l'opérateur Bayernwerk AG avec PreussenElektra en 2000, RMD-AG est aujourd'hui détenue à 77,49 % par le groupe E.ON, et Lech-Hydroélectricité estdétenue à 90 % par le groupe RWE. Quant à Energie-Versorgung Schwaben, elle a fusionné en 1997 avec Badenwerk pour former le groupe EnBW.
Le recalibrage du Danube entre Straubing et Vilshofen, incorporé au projet Rhin-Main-Danube, fait l'objet de vives attaques. Ses partisans avancent que la structure de la flotte évolue vers des navires toujours plus gros, nécessitant des écluses plus grandes, et un mouillage accru. Ses opposants se recrutent surtout parmi les défenseurs de l'Environnement et voient dans la navigation fluviale un mode désuet.

## Le gabarit du canal

### Géométrie du profil

Profil en travers du canal Main-Danube.

Profil en travers réduit du canal Main-Danube.

Le profil en travers du canal Main-Danube est trapézoïdal, avec une largeur au plafond de 31 m et une largeur au miroir de 55 m. Le mouillage dans le chenal est de 4,25 m, et diminue en pied de talus jusqu'à 4,00 m. Les berges du canal sont le plus souvent talutées à 1:3, mais les talus de digue sont à 1:2. Dans les quelques sections réduites du canal, par exemple dans la traversée de Nuremberg, la largeur au plafond est de 41,45 m et la largeur au miroir de 43,10 m. Le mouillage est inchangé par rapport à la section courante.

### Le navire de projet
Le canal Main-Danube est de classe Vb. Il permet le trafic de grands automoteurs d'une longueur maximale de 110 m, d'une largeur au bau de 11,40 m et d'un enfoncement de 2,70 m. Les plus grandes unités admissibles sont les convois poussés de 185 m de longueur et de 11,45 m de largeur. Les automoteurs de 135 m de longueur et de 11,40 m de largeur sont soumis à une déclaration préalable. La hauteur libre maximum sous les ponts est de 6,0 m maximum.

## Écluses

Escalier d'eau du canal Main-Danube.

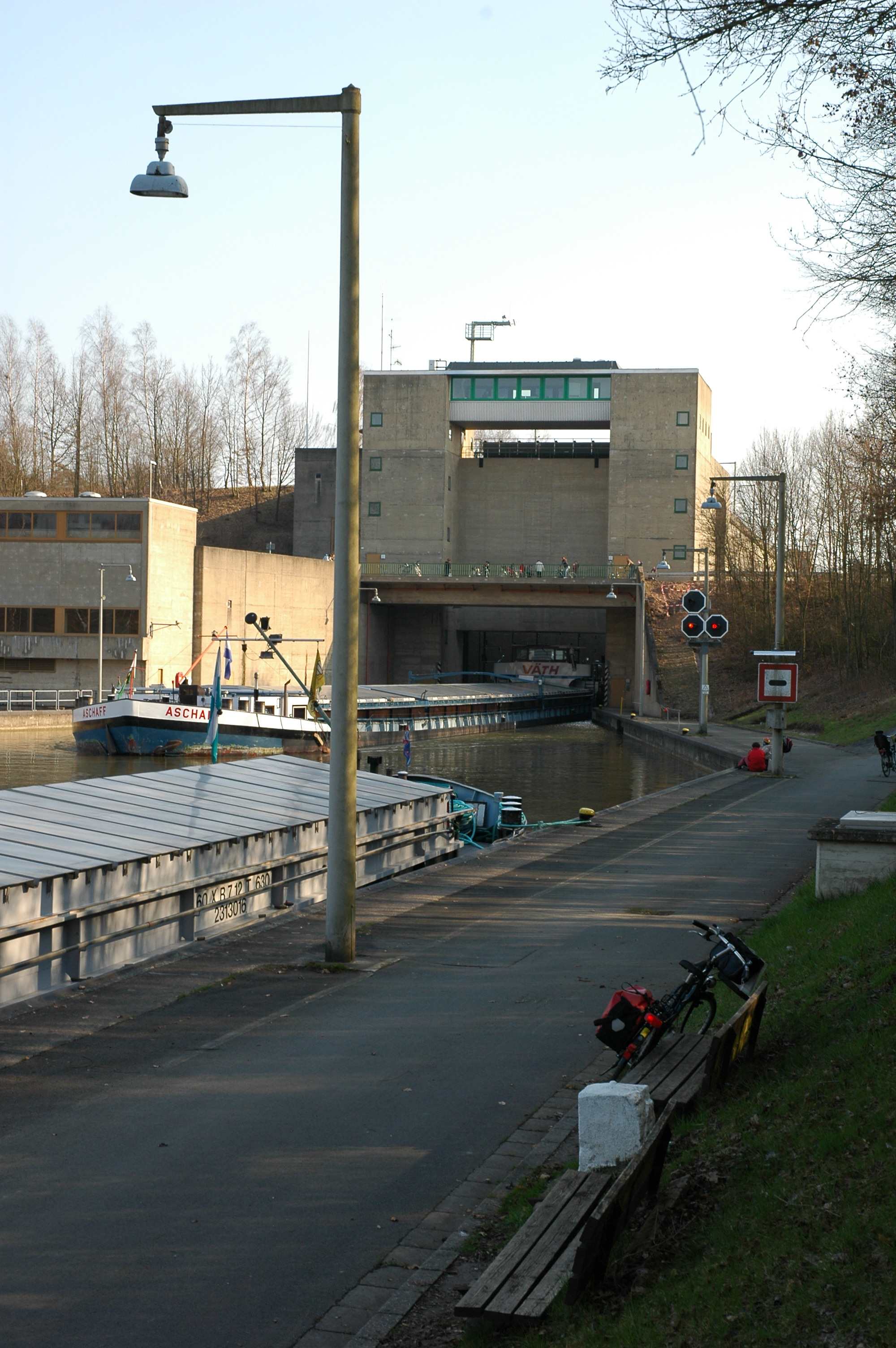
Écluse de Kriegenbrunn (2006).

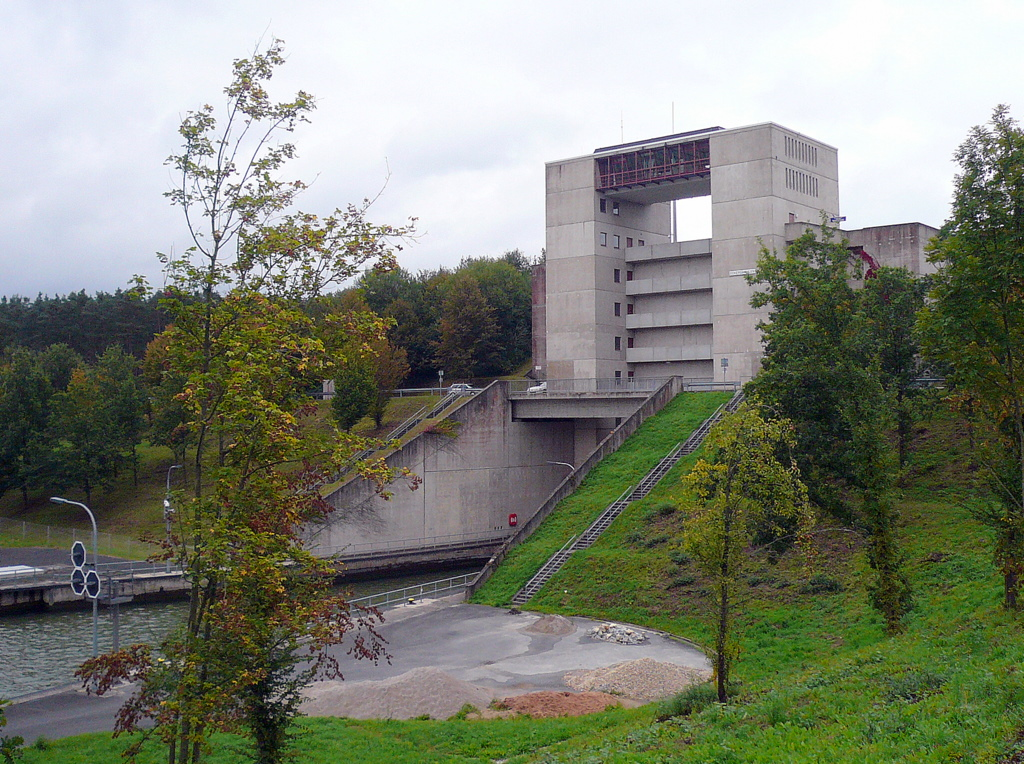
Écluse d'Eckersmühlen (2007).

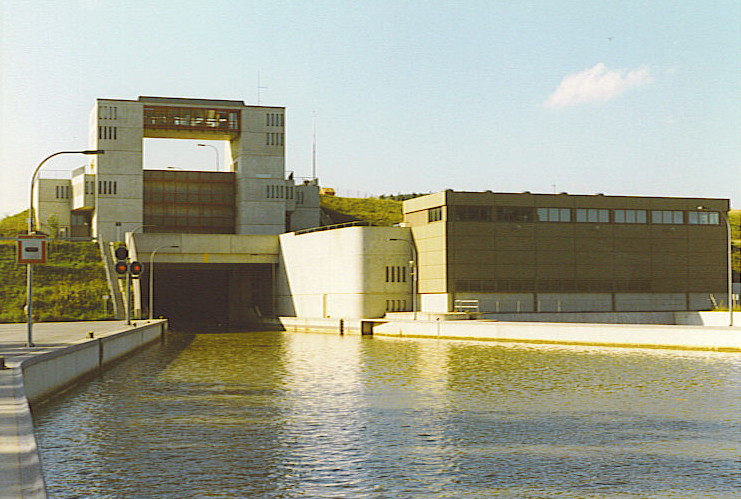
Écluse de Bachhausen (2005).

Le dénivelé entre la vallée du Main et le bief de partage, dit versant Nord, à savoir 175,1 m, est racheté par onze écluses. Le dénivelé entre le bief de partage et le Danube n'est, lui, que de 67,8 m. Il est racheté par les cinq écluses du versant Sud, ce qui signifie que le Danube se trouve, aux extrémités de la liaison, à 107,3 m au-dessus du niveau du Main. Les 16 écluses séparant Bamberg de Kelheim rachètent au total un dénivelé de 242,9 m.
Les écluses du canal Main-Danube présentent des hauteurs de chute allant de 5,29 à 24,67 m et une longueur utile de 190 m et un sas large de 12 m. Les écluses des treize biefs comportent toutes des bassins d'épargne, infrastructures qui permettent un recyclage partiel de l'eau des éclusées. Les autres écluses sont alimentées par pompage dans la Regnitz ou l’Altmühl. Les trois écluses de 24,67 m de hauteur de chute (Leerstetten, Eckersmühlen et Hilpoltstein) détiennent le record de hauteur d'Allemagne. Afin d'éviter que ces écluses de haute chute deviennent des goulets d'étranglement du trafic fluvial, on les a dotées d'un système de remplissage-vidange tel que leur cycle d'éclusée soit comparable à celui des petites écluses de rivière du Main et du Danube. Le radier percé d'évents dont elles sont pourvues permet une vitesse de montée du niveau d'eau dans le sas de 1,7 m/min, soit cinq à six fois la vitesse des écluses de rivière.
Toutes ces écluses sont télésurveillées et manœuvrées depuis quatre postes de commande (Neuses, Kriegenbrunn, Hilpoltstein, Dietfurt-sur-Altmühl). Chaque PC emploie deux agents (service diurne) ou un agent (service de nuit). Entre 2001 et 2007 les écluses ont été modernisées : les pupitres à relais des années 1970 ont été remplacés par des ordinateurs et des automates programmables, pour un montant de 1,3 million d'euros par écluse.

## Impacts environnementaux
- Le canal Rhin-Main-Danube a mis en contact des bassins versants qui ne l'étaient pas, et serait ainsi devenu un vecteur d'espèces aquatiques invasives (moule zébrée, invertébrés, dont Dikerogammarus villosus  (crustacé amphipode venant du bassin ponto-caspien et dit « crevette tueuse »).[réf. nécessaire]
- Son impact sur la circulation des eaux peut être de plusieurs types : effet sur les cours d'eau qu'il croise et transfert d'eau (notamment recharge de nappes)
- Par ailleurs, le transport fluvial lourd permis par les canaux offre un avantage environnemental important du point de vue de la consommation d'énergie par rapport au transport routier.